# From Eden
«From Eden» — песня ирландского автора-исполнителя Хозиера, изданная 9 марта 2014 года в качестве второго сингла с дебютного студийного альбома Hozier. Она заняла второе место в Ирландском чарте синглов и пятнадцатое место в чарте Billboard Hot Rock and Alternative Songs Chart. В ноябре 2014 года был выпущен сопровождающий клип с участием актрисы Кэти Макграт.

## Композиция
«From Eden» — шестой трек с альбома, написанный Хозиером в одиночку. «From Eden» — один из экспериментальных треков альбома, в котором влияние Motown разрушает мост фламенко, возвращаясь к религиозной метафоре; текст содержит «мучительные библейские размышления», в котором Хозиер выскальзывает из Райского Эдемского сада, чтобы противостоять любви, которую он считает «знакомой/как моё зеркало, много лет назад». В ритмическом плане трек следует преимущественно временной сигнатуре 5/4.

## Отзывы
Песня «From Eden» получила высокую оценку критиков: The Irish Times похвалила трек за его «зернистость и содержательность» и отметила, что в вокале Хозиера есть «голубоглазая, проникновенная подача», а PopMatters заявил, что в песне квартет Four Tops «обнял молодого Хозиера», поскольку он осознаёт, что «путешествие — это столько же поиск себя, сколько и поиск девушки».

## Чарты
| Чарт (2014—15)                               | Высшая позиция |
| -------------------------------------------- | -------------- |
| Бельгия/Фландрия (Ultratip Bubbling Under)   | 9              |
| Бельгия/Валлония (Ultratip Bubbling Under)   | 27             |
| Канада (Billboard Rock)                      | 32             |
| Ирландия (IRMA)                              | 2              |
| Великобритания (OCC UK Singles)              | 69             |
| США (Billboard Hot Rock & Alternative Songs) | 15             |
| США (Billboard Rock Airplay)                 | 37             |

## Сертификации
| Регион                                                                      | Сертификация | Продажи   |
| --------------------------------------------------------------------------- | ------------ | --------- |
| Австралия (ARIA)                                                            | Золотой      | 35 000    |
| Канада (Music Canada)                                                       | Платиновый   | 80 000    |
| Великобритания (BPI)                                                        | Золотой      | 400 000   |
| США (RIAA)                                                                  | Платиновый   | 1 000 000 |
| Данные о продажах + прослушиваниях приведены только на основе сертификации. |              |           |